# Werksta
Werksta är ett bilskade- och vindrutereparationsföretag med verksamhet i de nordiska länderna. Werksta har totalt cirka 70 verkstäder i Sverige, Finland och Norge. Werkstas omsättning 2020 var 1,2 miljarder MSEK och man sysselsätter över 750 anställda. Årligen repareras cirka 55 000 fordon i Werkstas verkstäder. Werksta har skadeauktorisationer på flera bilmärken på alla sina marknader.

## Historia
I Finland verkar Werksta under namnet Autoklinikka, som funnits sedan 1992. Werksta grundades i Sverige 2015 och ägs sedan dess av investeringsfonden Procuritas Capital Investors V, LP (”PCI V”) och före detta verkstadsägare. Werksta expanderade till Norge 2018 med verkstäder i Osloregionen. Fram till 2020 har Werkstagruppen vuxit till en marknadsledare med cirka 70 verkstäder i Norden.